# Gemeentelijke adviescommissie
De gemeentelijke adviescommissie is in Nederland een commissie die aan de gemeente adviezen verstrekt over rijksmonumenten, bij veranderingen of bouwactiviteiten daarvan.
Onder de Omgevingswet die ingevoerd is in 2024 zullen alle bestaande Commissie Ruimtelijke Kwaliteit en Erfgoed komen te vervallen. Hiervoor komen in de plaats nieuwe commissies die de Nederlandse gemeenten, bij het beoordelen van plannen of wijzigingen in rijksmonumenten adviseren.
Deze commissie is in de Omgevingswet verplicht gesteld, en heeft in ieder geval tot taak te adviseren over de aanvragen om een omgevingsvergunning voor een rijksmonumentenactiviteit met betrekking tot een gebouwd of aangelegd rijksmonument. Elke gemeente in Nederland met rijksmonumenten binnen de gemeentegrenzen zijn verplicht om een gemeentelijke adviescommissie in te stellen.
De leden zijn onafhankelijk ten opzichte van het orgaan waaraan ze adviseren. Dit houdt in dat leden van het college van burgemeester en wethouders en leden van de gemeenteraad geen lid kunnen zijn en dat de leden ook niet in dienst zijn van het orgaan waaraan ze adviseren.
Het advies van de commissie is niet bindend, maar kan wel een belangrijke rol spelen in het besluitvormingsproces, om toestemming te geven voor verandering in en aan bestaande rijksmonumenten.
De commissie beschikt ten minste over deskundigheid op het gebied van cultuurhistorie, bouw- en architectuurhistorie, restauratie, landschap en stedenbouw.